# Буксенус
Буксенус (лат. Buxenus) је древни галски бог, који је у гало-римској религији постао епитет бога Марса. Познат је само кроз један запис нађен У Воклизу у Француској. Историчари претпостављају да је могао бити повезан са шимширом.